# 澤爾伍德 (佛羅里達州)
澤爾伍德（英語：Zellwood）是位於美國佛羅里達州橙縣的一個人口普查指定地區。

## 地理
澤爾伍德的座標為28°43′26″N 81°35′38″W / 28.72389°N 81.59389°W，而該地最高點為海拔高度30米（即98英尺）。

## 人口
根據2010年美國人口普查的數據，澤爾伍德的面積為10.60平方千米，當中陸地面積為10.10平方千米，而水域面積為0.50平方千米。當地共有人口2817人，而人口密度為每平方千米265人。